# Lorena (Teksas)
Lorena je grad u američkoj saveznoj državi Teksas. Prema popisu stanovništva iz 2010. u njemu je živjelo 1.691 stanovnika.